# 보잉 YAL-1
보잉 YAL-1은 미국의 ABL (Airbone Laser, 항공기 레이저) 무기체계이다. 고에너지인 COIL(chemical oxygen iodine laser) 레이저를 보잉 747-400F 화물기 기수에 장착하여, 적의 탄도 미사일을 발사단계에서 요격하는 무기체계다. 미사일 방어(MD: Missile Defence)의 일환이다. 이 항공기에 대해, 미국 국방부는 최근에 YAL-1A이라고 제식명칭을 부여했다. 2011년 12월 계획이 취소되었다.

## 소개

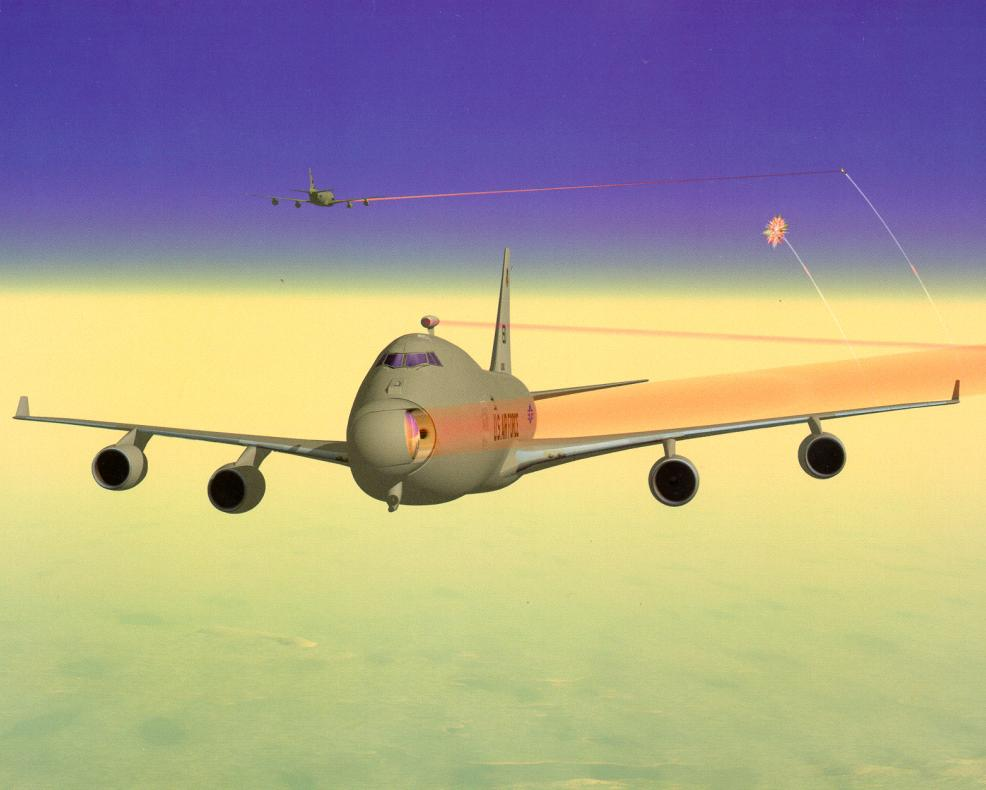

### 탄도 미사일 요격
당초 개발한 주 목적은 ICBM보다 단거리이고 속도도 느린 탄도 미사일(TBM)을 요격하기 위한 것이었다. 그러나 최근에는 ICBM의 발사단계(boost phase) 요격까지 가능하게끔 고려되었다. ICBM 요격을 위해서는 발사장소 근처로 항공기가 접근해야 요격이 가능하다. 그러나 근거리 탄도 미사일 요격의 경우에는, 적 상공에서 비행하지 않아도 레이저 요격이 가능하다.
몇몇의 액체연료 ICBM들은 탄도 미사일 보다 가늘다. 그래서 요격하기가 더 쉽다. 또한 발사 단계에 걸리는 시간은 더욱 길어서 요격하기가 용이하다. 그러나, 일반적으로 ABL은 ICBM 요격에는 덜 효과적이다.
국가 미사일 방어 체제에 대한 미국 물리학 학회의 2003년의 보고서는 만약 ABL가 완성된다면, 최대 600 km의 거리에서 액체연료 ICBM을 요격할 수 있을 것이라고 보았다. 그러나, 고체연료 ICBM에 대해서는, 여러 시나리오를 검토한 결과, 최대 유효사거리를 300 km 또는 그 이하로 보고 있다.

### 미사일 요격 절차
40,000피트 상공에서 순찰하다가, 적의 탄도미사일 발사징후를 포착하면, 컴퓨터화된 자동조준 요격 시스템으로 고출력 적외선 레이저를 3초에서 5초간 발사한다.

### 보급

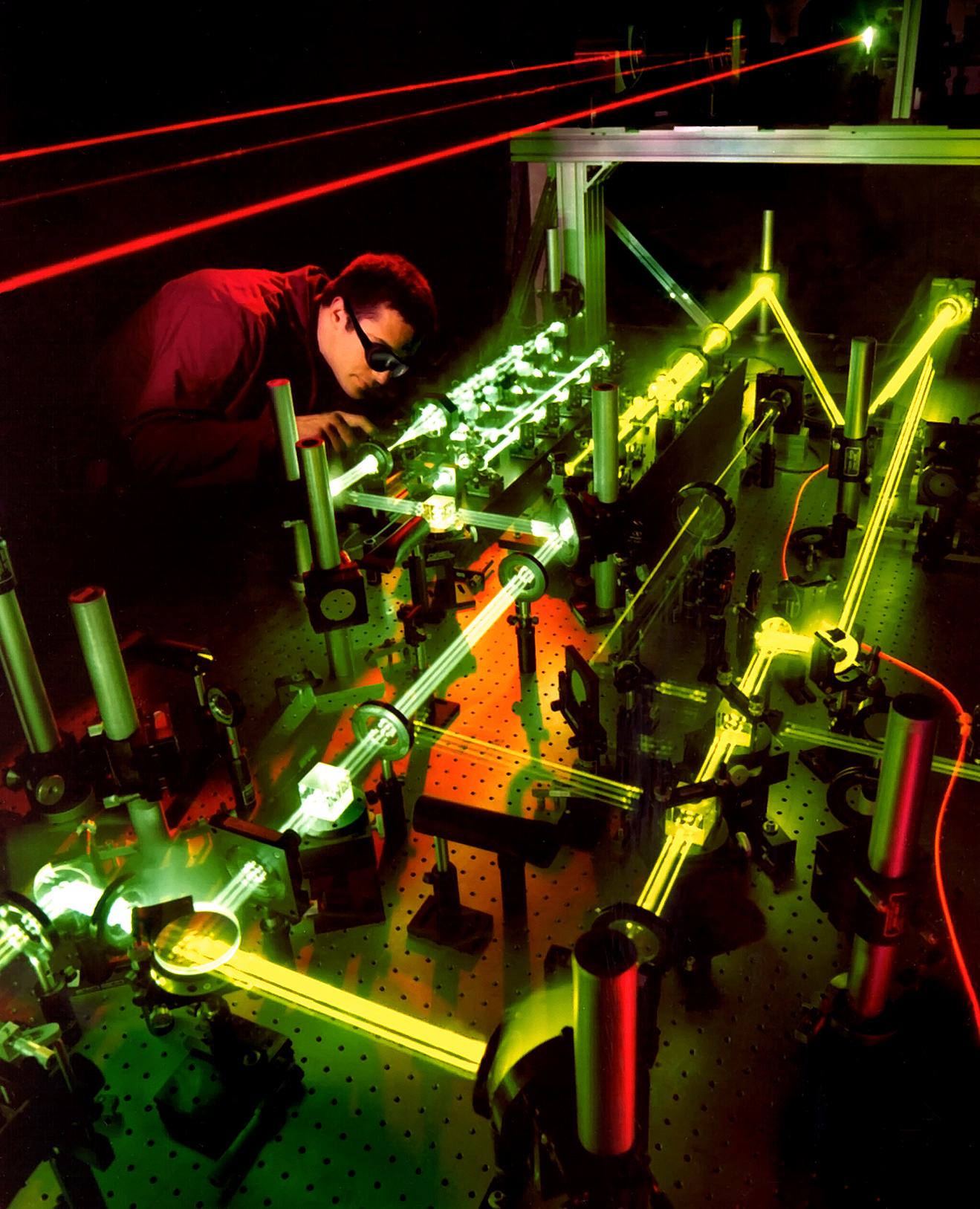
기술자가 ABL 사용하는 여러 레이저 간의 상호 작용을 평가하는 장면이다.

ABL은 고출력 레이저를 만들어 내는 데 로켓 추진제와 비슷한 화학 연료를 사용한다. 현재 계획은 약 20초의 레이저 연료가 충분하다고 되어 있지만 만약 비활성화하는 긴 조사 시간이 필요한 대륙간 탄도 미사일 같은 어려운 목표가 나타났을 때에 다시 보급까지 그 수는 줄어든다. 근거리 전술 탄도 미사일 같은 그다지 어렵지 않다. 목표는 긴 조사 시간이 필요하지 않으므로 다시 보급까지 40발 정도는 쏠 것으로 예상되고 있다.
ABL은 기지에 다시 착륙하여 재보급을 받아야 한다. 초기 전략 계획은 ABL은 전투기와 전자 전기에 호위되어 있었다. ABL 예상되는 발사 지점 근처 8자를 그려 장시간 비행하여 요격 목표를 기다리게 된다. 8자 비행은 항공기가 목표 지점에서 멀어 것을 막아 한한 길게 목표 지점을 파악하게 된다.
항공기는 공중 급유를 받을 때는 장시간 공중에 머물 수 있다. 비적성 지역에 머물고 있는 상태에서 적성 지역의 미사일을 요격하는 것이다.

### 다른 유형의 목표물 요격
이론상으로 ABL은 적의 항공기, 크루즈 미사일, 또는 저궤도 인공위성을 요격할 수도 있다. 그러나, 원래 개발 목적으로 고려된 목표물은 아니며, 이들에 대한 요격능력은 알려진 바 없다. ABL의 목표물 획득 시스템은 탄도 미사일이 발사 단계에서 방출하는 밝은 빛과 열을 감지하게 설계되었다. 인공위성과 항공기는 훨씬 낮은 열을 방출하므로 탐지하기가 힘들 것이다.
고뇌하는 과학자 연합(Union of Concerned Scientists, UCS)는 잠재적으로 ABL을 저궤도 인공위성 요격에 사용할 수 있을 것으로 보고 있다: 미국 미사일 방어 체계 중 ASAT 능력
지상 목표물에 대해서는 공격능력이 없는 것으로 보인다. 지상 목표물의 탐지와 추적이 힘든 것 이외에도, 레이저를 지상으로 쏘으면 높은 공기밀도에 의해 빔이 약화된다. 대부분의 지상 목표물은 메가와트급 레이저로 파괴될 만큼 약하지 않다.

### COIL
COIL 레이저는 1977년 필립스 연구소에서 개발되었다.
1.315 마이크론의 적외선 파장 레이저를 사용한다. 눈에는 보이지 않는다.
화학물질의 재사용과 플라스틱 재료의 사용 그리고 독특한 냉각 시스템을 사용해서 5년 만에 기존 출력보다 400% 향상을 이루었고, 훨씬 가벼워졌다.
TRW가 1996년 8월에 시험한 수백 킬로와트급의 COIL Baseline Demonstration Laser (BDL-2) 모듈의 성능과 비슷한 것으로 알려져 있다.
레이저 시스템은 6개의 모듈로 구성되어 있다. 각 모듈의 크기는 SUV 자동차 크기이다. 각 모듈의 무게는 대략 6,500파운드 (3톤)이므로, 총 18톤의 무게이다. 레이저 출력은 1 MW이다. 100 kW 출력의 레이저포는 5 km의 유효사거리를 갖는다. 2016년 현재 미국 국방부 DARPA는 무게 750 kg, 출력 150 kw로서 전투기에도 장착가능한 HELLADS를 개발 중이다.

## 개발

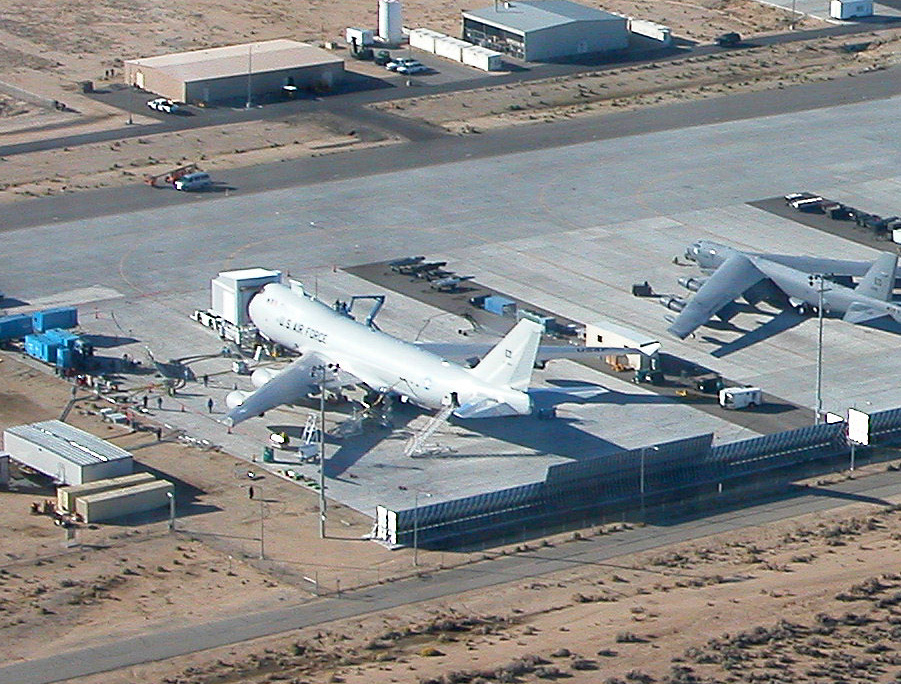
2004년 11월, 에드워드 공군기지에서 개조작업 중인 YAL-1

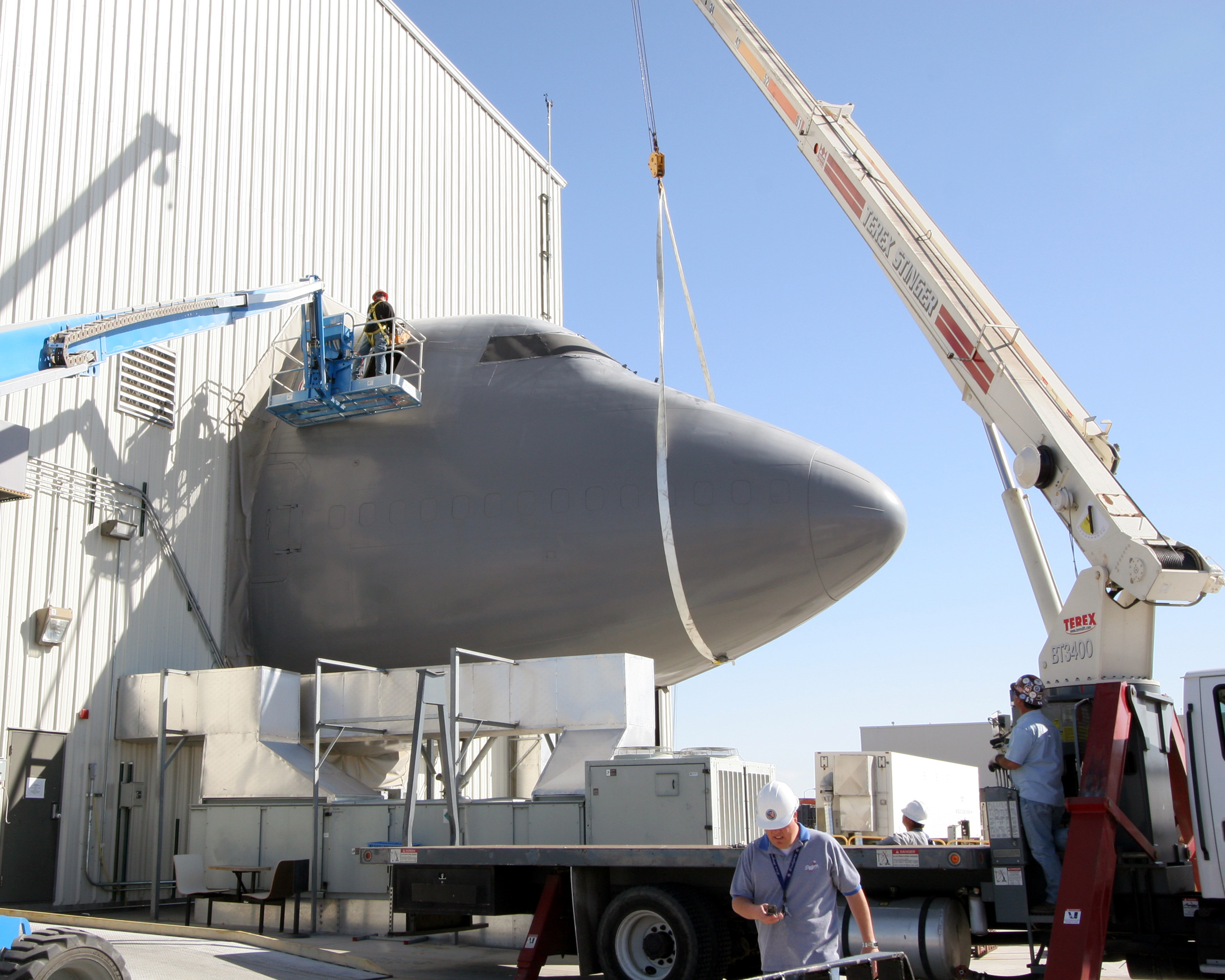

본 계획은 공군은 보잉 ABL 팀에 제품 규정 위험 최소화 계약을 주고 1996년에 시작했다. 2001년 미국 미사일 방위청으로 이관할 때 계획이 변경되었다.
시스템 개발 계약 사의 팀에 의해 실시되고 있다. 보잉 통합 방위 시스템(Boeing Integrated Defense Systems)은 기체 운영팀과 시스템 통합을 담당한다. 노스롭 그루먼은 COIL을 록히드 마틴은 기수 터렛 부와 화기 관제 시스템을 각각 담당한다.
2001년 미국 공군이 에어 인디아의 중고 보잉 747-200을 입수하여 날개없는 기체를 모하비 공항에서 에드워즈 공군 기지의 비루쿠 비행 시험 센터(Birk Flight Test Center )에 있는 시스템 통합 연구실 (System Integration Laboratory; SIL)의 건물에 옮겨 담았다. SIL은 사용되는 코드를 본뜬 환경에서 시험을 행하기 위한 시설을 가설하고 계획이 단계에서는 레이저는 50회 이상 사용 발생한 레이저는 실전에서 전략 가능 상당의 지속적으로 달성했다. 이런 이유로 시험 시스템은 실기에 탑재 인정을 받았고 계속 시험을 완료해서 연구팀은 해산되었고 보잉 747-200의 기체는 퇴역 후 철거 했다.
2002년 보잉 747-400F의 최초 개조를 마치고 2002년 7월 18일 보잉 캔자스 위치타 시설에서 첫 비행을 실시했다. 2004년 COIL 지상 발사 시험을 성공적으로 마쳤다. YAL-1은 에드워즈의 제417시험 비행 중대 ABL 합동 시험 부대 (417th Flight Test Squadron Airborne Laser Combined Test Force)에 넘겨졌다.
시스템은 COIL과 함께 목표 추적을 위한 2 kW 급의 표적 조사 레이저가 포함된다. 2007년 3월 15일 YAL-1 비행 중 레이저 조사에 의한 표적에 명중에 성공했다. 동체에 전광판 표적이 설치된 시험기의 보잉 NC-135E 빅크로우(Big Crow)가 표적이었다. 이 시험 결과에 따라 시스템이 대기의 요동을 측정 보정 정확하게 공격 목표를 포착이 입증 되었다.
2007년 말에 6개의 COIL이 YAL-1A에 탑재되어 2008년 5월 28일 지상 발사 실험에 성공했으며 이후 실제 비행 중의 COIL에 의한 요격 시험이 실시되었다.

### 미래
2009년 4월 6일 로버트 게이츠 국방 장관이 발표한 2010년도 국방 예산 검토 계획 미사일 방어 예산 14억 달러 감소에 에어 본 레이저 탑재 프로토 타입의 2대가 조달 중지가 포함되면서 현재 시제품의 연구 개발을 계속하고 있다. 2010년 예산 0달러였고 2011년 12월 계획이 취소되었다.

## 같이 보기
- 보잉 747
- 전술 고에너지 레이저